# 灰蓝鹊
灰蓝鹊（学名：Urocissa whiteheadi）为鸦科蓝鹊属的鸟类。分布于越南、老挝、文莱以及中国大陆的四川、广西等地，多栖息于海南以及栖息于热带山地雨林中。该物种的模式产地在海南五指山。

## 亚种
- 灰蓝鹊指名亚种（学名：Urocissa whiteheadi whiteheadi），是中国的特有物种。分布于海南等地。该物种的模式产地在海南五指山。[2]
- 灰蓝鹊西南亚种（学名：Urocissa whiteheadi xanthomelana）。分布于越南、老挝以及中国大陆的四川、广西等地。该物种的模式产地在越南北部的Backan。[3]